# Алилэн
Алилэн, также Ослиное Ухо (авар. ХIамил ГIин; ботл. Гьамахилъи ГьантIукIа) — горная вершина в восточной части Большого Кавказа в Дагестане. Высота над уровнем моря — 1622 метра.

## Описание
Известна благодаря событиям Цумадинско-Ботлихской кампании (Вторжение боевиков в Дагестан), когда велись бои за высоту Ослиное Ухо между ваххабитами и 7-й гвардейской десантно-штурмовой дивизией федеральных сил. По итогу боёв контроль над высотой получили ВС РФ.
Ближайшие населённые пункты — сёла Шодрода, Ансалта, Рахата, Ашино, Ботлих, Миарсо, Годобери Ботлихского района.